# That's Life
"That's Life" är en låt skriven av Dean Kay och Kelly Gordon för Frank Sinatra. Den släpptes år 1966 på albumet med samma namn. Låten spelades först in av Marian Montgomery och släpptes på Capitol Records 5231 år 1964.
År 1968 gjordes låten i en känd liveversion av James Brown på albumet Live at the Apollo (Vol. II). U2:s sångare Bono gjorde en nyinspelning av låten 2002 som är med filmen The Good Thief (2002). År 2004 släpptes tv-spelet Tony Hawk's Underground 2 där That's life finns med. Även Michael Bublé har gjort en nyinspelning av That's life. Den finns med på albumet Call Me Irresponsible från 2007. 
Låten var med i ett avsnitt av den svenska tv-serien Andra avenyn som gick på SVT 2007–2010. År 2012 släppte Tommy Körberg albumet Sjung tills du stupar där That's life finns med i en svensk version under titeln Mitt liv. Texten är skriven av Lars Nordlander. 